# ملعب كونكولا
ملعب كونكولا هو ملعب متعدد الاستخدام يقع في مدينة تشيليلابومبوي الزامبية . غالبا ما يتم استخدامه لمباريات كرة القدم . يسع الملعب لجلوس 15 ألف متفرج . يعتبر الملعب الرسمي الذي يخوض فيه نادي كونكولا بليدز مبارياته .